# (46514) Lasswitz
(46514) Lasswitz es un asteroide perteneciente al cinturón de asteroides, descubierto el 15 de mayo de 1977 por Hans-Emil Schuster desde el Observatorio de La Silla, Chile.

## Designación y nombre
Designado provisionalmente como 1977 JA. Fue nombrado Lasswitz en honor al escritor alemán de ciencia ficción Kurd Lasswitz.

## Características orbitales
Lasswitz está situado a una distancia media del Sol de 2,307 ua, pudiendo alejarse hasta 2,773 ua y acercarse hasta 1,841 ua. Su excentricidad es 0,201 y la inclinación orbital 23,80 grados. Emplea 1280 días en completar una órbita alrededor del Sol.

## Características físicas
La magnitud absoluta de Lasswitz es 15,4.